# Bonifatius II av Toscana
Bonifatius II av Toscana, död 838, var en italiensk monark. Han var regerande markgreve i Toscana mellan 828 och 834.